# Otto von Northeim
Otto von Northeim (* um 1020; † 11. Januar 1083) aus der Familie der Grafen von Northeim war von 1061 bis 1070 als Otto II. Herzog von Bayern. Er war der Anführer der aufständischen Sachsen im Sachsenkrieg gegen Heinrich IV.

## Leben

### Herkunft und Aufstieg
Otto war der einzige Sohn des sächsischen Grafen Bernhard von Northeim und der Gräfin Eilika. Er folgte als Otto I. um 1049 seinem Vater als Graf von Northeim und gehörte damit neben den Billungern und den Grafen von Stade (Udonen) zu den einflussreichsten Persönlichkeiten im östlichen Sachsen. Bereits um die Zeit seiner Geburt wird Otto als Eigentümer der Burg Bentheim erwähnt.
Im Jahre 1061 wurde er von Kaiserin Agnes als Otto II. zum Herzog von Bayern ernannt, stand im Jahr darauf aber in Opposition zu ihr als einer der führenden Köpfe des „Staatsstreiches von Kaiserswerth“. Im gleichen Jahr unternahm er im Auftrag der Reichsregierung einen Ungarnfeldzug, um den dort verjagten König Salomon wieder einzusetzen. Außerdem nahm er 1064/1068 an Gesandtschaften nach Italien und im Winter 1068/1069 am Feldzug Heinrichs IV. gegen die Abodriten unter ihrem neuen Samtherrscher Kruto teil.

### Konflikt mit Heinrich IV.
Bis hierher stand er trotz der Kaiserswerther Vorkommnisse in einem guten Verhältnis zu König Heinrich IV. Dies änderte sich jedoch, als er begann, seine umfangreichen Eigengüter am Südrand des Harzes zu erweitern. Dadurch geriet er in einen Interessenkonflikt mit Heinrich, der am Harz sein Krongut sichern wollte. So kam es im Jahr 1070 zu der dubiosen Beschuldigung, ein Attentat auf den König geplant zu haben. Anstifter des Komplotts, wohl mit Wissen oder gar auf Anregung des Königs, waren die hessischen Grafen Giso II. und Adalbert von Schauenburg (beide wurden 1073 von Ottos Gefolgsleuten aus Rache erschlagen). Als Otto sich wegen mangelnder Sicherheitsgarantien weigerte, zum gerichtlichen Zweikampf gegen den ihn beschuldigenden Edlen Egeno von Konradsburg in Goslar zu erscheinen, wurde er als bayerischer Herzog abgesetzt, seiner sächsischen Hausgüter beraubt und am 2. August 1070 in Abwesenheit geächtet. Otto floh und hielt sich bis Mai 1071 bei dem abodritischen Teilstammfürsten Budivoj auf. An Pfingsten 1071 unterwarf er sich dem König, der ihn bis Juli 1072 in Haft hielt. Anschließend erhielt Otto seine Eigengüter vollständig zurück, nicht aber die umfangreichen Lehen.

### Aufstand
Im Sommer 1073 stellte sich Otto an die Spitze des sächsischen Aufstands und war der stärkste Verfechter der sächsischen Stammes- und Adelsinteressen gegen das salische Königtum und seine Königslandpolitik. Im Frieden von Gerstungen konnte er 1074 zwar seinen Titel als Herzog von Bayern formal zurückgewinnen, ihn aber praktisch nicht ausüben. Im nach der Plünderung der Harzburg erneut ausbrechenden Konflikt übernahm Otto wiederum die führende Rolle, unterlag aber gegen Heinrichs Reichsheer am 9. Juni 1075 in der Schlacht bei Homburg an der Unstrut und kapitulierte wenig später endgültig. Überraschenderweise wurde er von Heinrich abermals begnadigt und sogar zum Reichsverweser von Sachsen bestellt, was ihn von seinen einstigen sächsischen Kampfgenossen zunehmend entfremdete. Auch erhielt er seine Reichslehen zurück, mit Ausnahme von Bayern.
Auf dem Fürstentag von Tribur im Oktober 1076 stellte sich Otto erneut auf die Seite der Opposition. Obwohl selbst jederzeit ein potenzieller Kandidat, wählten die Fürsten nicht ihn, sondern 1077 in Forchheim Rudolf von Rheinfelden und später Hermann von Salm zu Gegenkönigen. Dies lag wohl in erster Linie an der inzwischen fehlenden Unterstützung durch die sächsischen Fürsten und an Ottos weiterhin aufrechterhaltenem Streben nach dem Herzogtum Bayern. Dennoch blieb Ottos Einfluss auf die oppositionelle Politik groß. Auch militärisch tat er sich weiterhin hervor, in den Schlachten bei Mellrichstadt, Flarchheim und an der Elster kämpfte er in vorderster Front.

### Tod
Otto starb am 11. Januar 1083. Er wurde in der Nikolai-Kapelle von Northeim begraben. Sein Grab wurde erst 1977 wiederentdeckt. Sein umfangreicher Eigenbesitz ging später auf Lothar von Süpplingenburg über, der mit Ottos Enkelin Richenza verheiratet war. Noch vor seinem Tod wurde das Kloster St. Blasien Northeim gegründet.

### Ehe und Nachkommen
Otto war seit etwa 1050 mit Richenza verheiratet, die in erster Ehe mit Graf Hermann III. von Werl vermählt gewesen war. Richenza wurde als Tochter Herzog Ottos von Schwaben und damit als Ezzonin vermutet, dürfte aber eher eine Erbtochter der billungischen Wichmann-Linie gewesen sein. Aus der Ehe gingen sieben Kinder hervor:
- Heinrich der Fette, Markgraf von Friesland
- Kuno, Graf von Beichlingen
- Siegfried III., Graf von Boyneburg
- Otto II., Graf von Northeim
- Ida ⚭ Thiemo, Graf von Brehna (Wettiner)
- Ethelinde ⚭ I Welf I. Herzog von Bayern, geschieden 1070, ⚭ II Hermann, 1105–1144 bezeugt, 1115 Graf von Calvelage
- Mathilde ⚭ Graf Konrad II. von Werl-Arnsberg